# Homer and Her Sisters
«Homer and Her Sisters» (titulado «Homero y las hermanas» en Hispanoamérica y «Homer y sus cuñadas» en España) es el noveno episodio de la trigésimo sexta temporada de la serie de televisión animada estadounidense Los Simpson, y el episodio número 777 en total. Se emitió en Estados Unidos por la cadena Fox el 15 de diciembre de 2024. El episodio fue escrito por Nick Dahan y dirigido por Matthew Nastuk.
En este episodio, la tía Sadie de Krusty intenta resolver los problemas de relación entre Homer y las hermanas de Marge, mientras que Krusty intenta socializar con el equipo de su programa. Susie Essman aparece como invitada en el papel de la tía Sadie, e Ike Barinholtz como invitado en el papel de Wayne el tramoyista. Maggie Simpson no aparece en el episodio. El episodio recibió críticas mixtas.

## Trama
Para la fiesta de cumpleaños de Patty y Selma, los Simpson y las gemelas intentan resolver una sala de escape. Patty y Selma, que nunca han fallado en escapar, discuten con Homer mientras Marge intenta mediar en la situación. Cuando fracasan porque Homer les ha ocultado la llave de escape, Marge es incapaz de impedir que Patty y Selma ataquen a Homer. Mientras tanto, la tía Sadie de Krusty lo visita cuando la invitan a participar como invitada en el podcast de replay de su programa. Sadie se da cuenta de que él no reconoce a los miembros del equipo que presentan el podcast y que no le interesa socializar con ellos fuera del trabajo. Ella reprende a Krusty y le dice que él es el problema. Lindsay Naegle, que escucha el podcast, se inspira para crear un reality show protagonizado por Sadie para arreglar relaciones. Marge se inscribe en el programa para arreglar la relación entre Homer, Patty y Selma.
En el programa, explican cómo su odio se intensificó en la fiesta de bienvenida al bebé de Bart. Homer compró un pastel de chocolate, alegando que era el favorito de él y Marge, pero Patty y Selma le dijeron que comprara un pastel de zanahoria. Mientras discutían, Marge decidió mantenerlos separados en el futuro. Sadie pregunta cuál es el pastel favorito de Marge, y ella responde que el de vainilla. Sadie dice que Marge es el problema y que resolverían sus diferencias si Marge no interfiriera. Dice que Marge lo hace para ser la mártir de su relación. Teniendo en cuenta lo que dijo Sadie, Homer, Patty y Selma intentan mantener una amistad secreta en la que se burlan del aspecto físico de los demás. Cuando Marge los descubre, piensa que realmente fue culpa suya. Mientras tanto, Krusty se gana el favor de Wayne, el tramoyista del equipo de su programa, y es invitado a su fiesta.
En la fiesta, Krusty se comporta de forma torpe y se lesiona montando en un vehículo todoterreno. Mientras tanto, Marge se deprime y se aleja de Homer, Patty y Selma mientras ellos se divierten. Homer, Marge y los gemelos graban el especial de reencuentro para el programa de Sadie. Se señalan mutuamente sus defectos hasta que empiezan a discutir. Marge reprende a Sadie por intentar darles una solución fácil y dice que se necesita mucho trabajo para arreglar las relaciones. Marge declara que ella no es el problema, y Krusty está de acuerdo con ella en lo que respecta a sus propios problemas. Cuando los demás participantes del programa abandonan el plató de la reunión, el tigre de Drederick Tatum provoca accidentalmente la caída de un cartel sobre Sadie, que la mata.
Krusty es uno de los asistentes al funeral de Sadie. Cuando Wayne el tramoyista hace un comentario, Krusty le responde con la frase «Ese es el Krusty que yo conozco».

## Producción
Susie Essman apareció como invitada en el papel de la tía Sadie, e Ike Barinholtz apareció como invitado en el papel de Wayne el tramoyista.

## Lanzamiento
El episodio se emitió simultáneamente en todas las zonas horarias de los Estados Unidos a las 8:30 p. m. ET/5:30 p. m. PT, tras un episodio especial de la serie de televisión Universal Basic Guys.